# シュプレマティスム

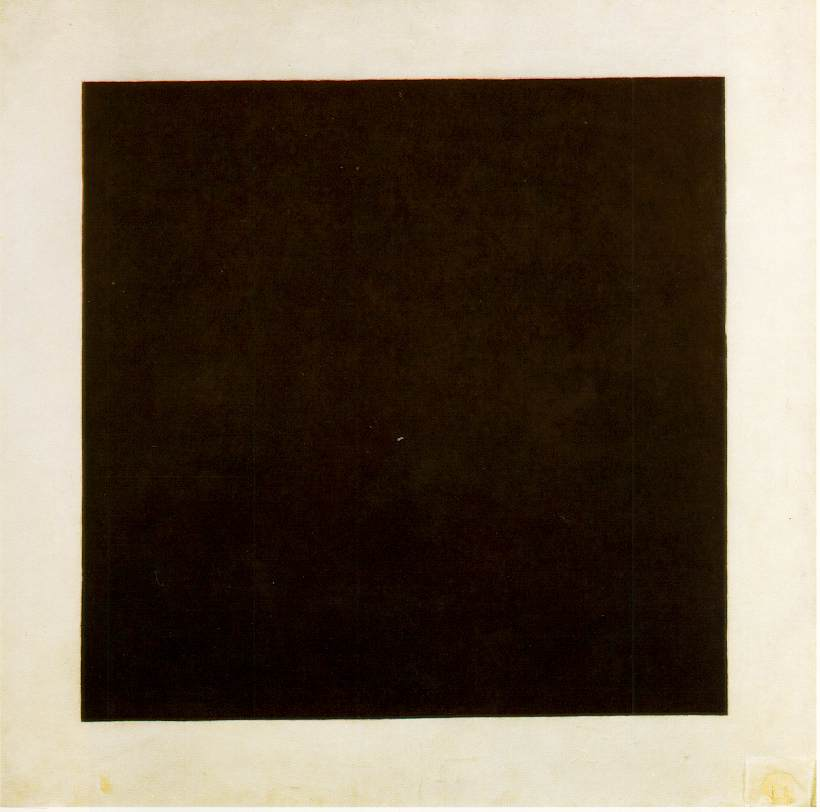
黒の正方形 マレーヴィチ、1915年作（国立ロシア美術館所蔵）

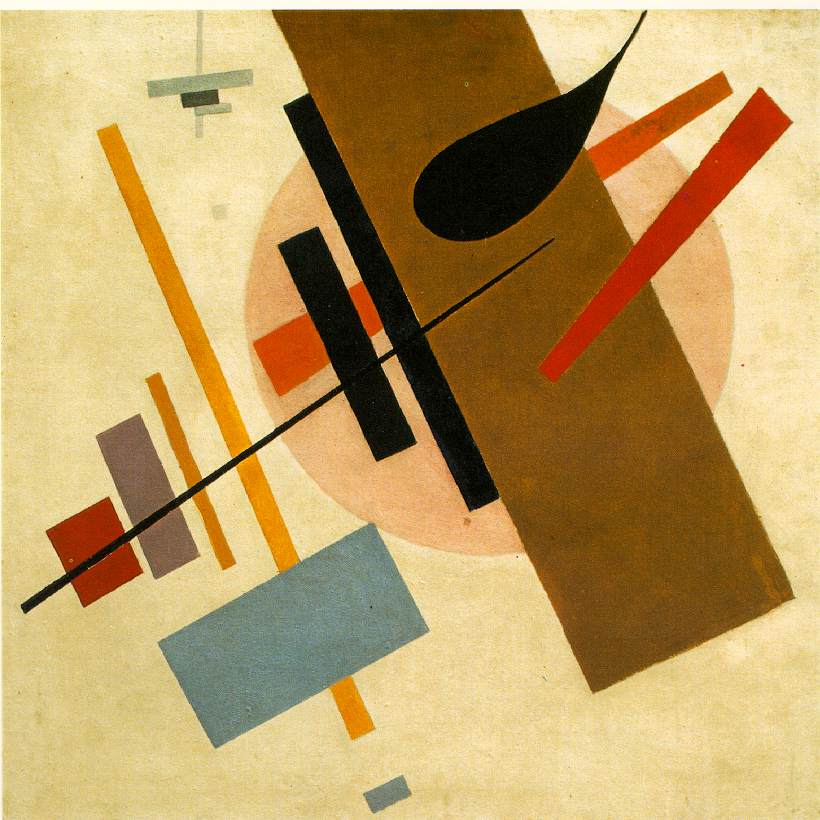
Suprematism マレーヴィチ、1916年-1917年作（Krasnodar Museum of Art、クラスノダール）

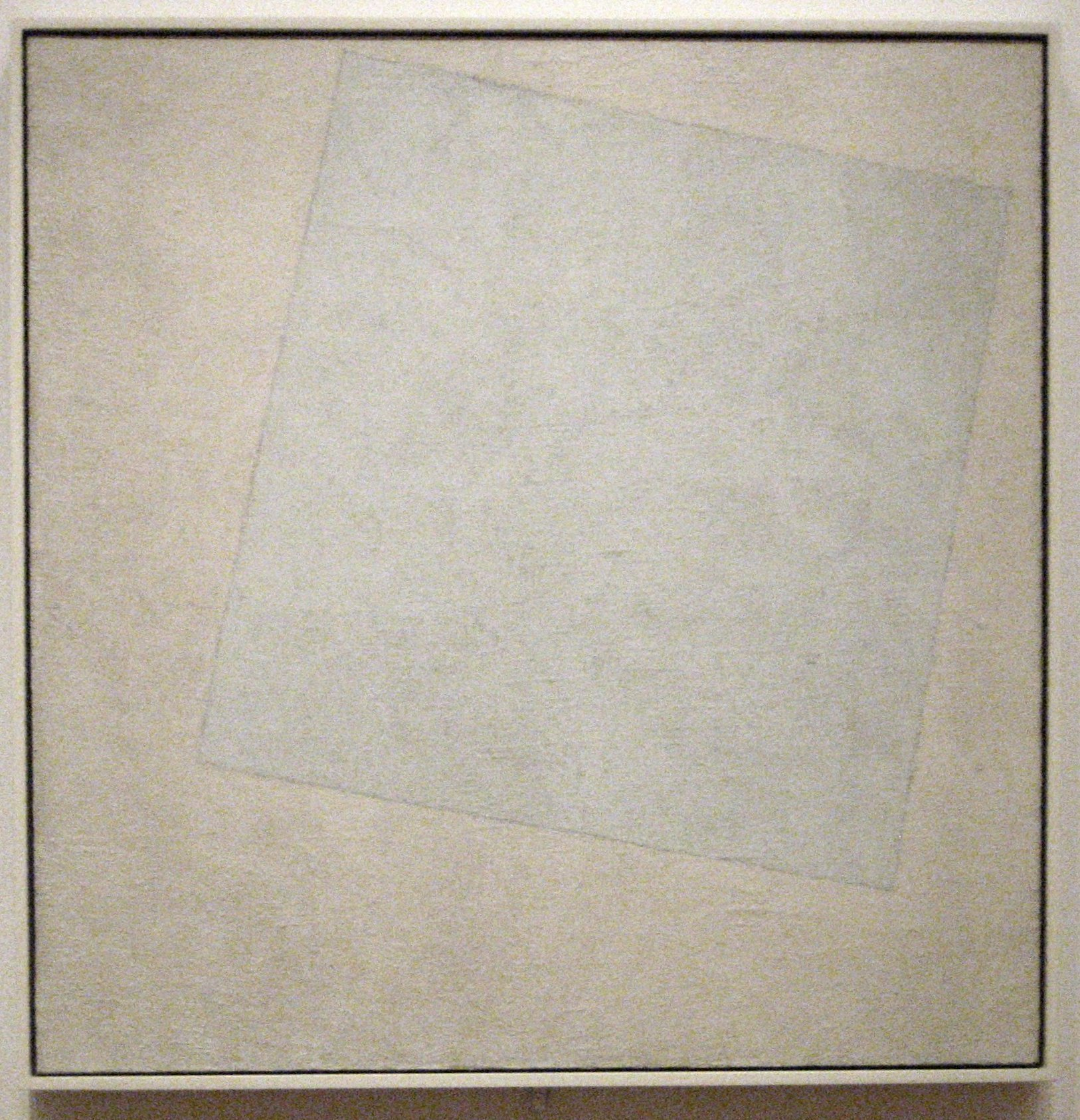
白のカンバスの上の『白の正方形』（1918年）。

シュプレマティスム（シュプレマティズム、スプレマティズム、スプレマチズム；仏: suprématisme, 英: Suprematism, 露: супрематизм；絶対主義、至高主義）とは、ロシアにおいてカジミール・マレーヴィチ（Казимир Малевич）が主張した、抽象性を徹底した絵画の一形態。

## 概要
1913年にサンクトペテルブルクで、カジミール・マレーヴィチが初めての抽象表現として、白い正方形の中の小さい正方形の対角線上の半分を黒く塗りつぶしたロシア未来派のオペラ「太陽の征服」の舞台美術を担当した。1915年にはサンクトペテルブルク改めペトログラードで「最後の未来派展, 0-10」が開催され、オリガ・ローザノワ、イワン（ジャン）・プーニ、イワン・クリュン、カジミール・マレーヴィチなどが参加し、マレーヴィッチは「創造的な芸術における純粋な感覚の絶対性」と定義した、抽象絵画の1つの到達点ともいえる。キュビスムと未来派の影響を受けたクボ・フトゥリズモ（立体未来主義、立体=未来派）の集大成という位置付けで、マレーヴィチが主張した。その内容は「絶対象」という意味で、禁欲的で完全なる抽象絵画である。具体的な実作品としては、1915年頃の「黒の正方形」「黒の円」「黒の十字」「赤の正方形」、1918年の「白の上の白（の正方形）」）など（いずれもマレーヴィチによる）。その活動はロシア革命が始まる1920年前後まで続き、同時期のロシア構成主義やのちのバウハウスに大きな影響を与えた。

## 関連人物
- カジミール・マレーヴィチ
- イワン・プーニ（Ivan Puni, Иван Пуни; 1892年-1956年）
- リューボフィ・ポポーヴァ（Liubov' Popova, Любовь Попова; 1889年-1924年）
- オリガ・ローザノワ
- イワン・クリュン